# Lovišće
Lovišće je naselje na Šćedru, u uvali Lovišće. Nalazi se na sjevernoj strani otoka. Danas je to povremeno naselje, koje oživi ljeti.

## Upravna organizacija
Naselje administrativno pripada općini Jelsa, u Splitsko-dalmatinskoj županiji.

## Vanjske poveznice
- Kućice u Nastanama  Arhivirana inačica izvorne stranice od 12. rujna 2014. (Wayback Machine)